# Imasonic
La société Imasonic fabrique des transducteurs à ultrasons, utilisés principalement pour le Contrôle Non Destructif dans l'industrie, ainsi que pour les applications médicales incluant le diagnostic (imagerie) et la thérapie. Elle s'appuie sur un tissu de compétences du bassin d'emploi de Besançon pour innover dans les microtechniques,.

## Historique

### 1989, démarrage dans les anciens locaux de l'usineLip
Imasonic est fondée en 1989 à Besançon par quatre anciens salariés d'une entreprise d'ultrasons de Tours,. Ils choisissent Besançon "pour profiter de son tissu industriel et technologiques spécialisé des microtechniques", hérité de l'industrie horlogère,,.
L'entreprise se pose sur la friche industrielle réhabilitée des usines Lip dans le quartier de Palente.

### 2002-2005, fondation du Pôle des microtechniques
En 2002, Imasonic emploie 65 salariés et réalise 5,5M€ de chiffre d'affaires. De 2002 à 2005, Imasonic contribue activement à la création d'un des pôles de compétitivité français, le Pôle des microtechniques. Gérard Fleury, fondateur d'Imasonic, en sera en 2005 le premier président.

### 2007, installation à Voray-sur-l'Ognon
En 2007, alors que l'entreprise avait été la première à s'installer sur le site de la technopole Temis à Besançon, elle décide de s'installer à Voray-sur-l'Ognon, en Haute-Saône .

### 2014 et l'export
En 2014, Imasonic réalise 83 % de son chiffre d’affaires à l’international, et emploie 85 personnes. Elle reçoit le "Trophée de l’International Grand Export" de la CCI.

### 2019, l'entreprise fête ses 30 ans et les fondateurs passent le témoin en famille
En novembre 1989, trois entreprises fondatrices du Pôle des microtechniques, Imasonic, AR-Electronique et Digital Surf célèbrent ensemble à l'ENSMM leurs 30 ans et revendiquent ensemble près de 200 emplois créés.
L'occasion pour les fondateurs d'Imasonic, Gérard et Monique Mathieu, de faire connaître le passage de témoin à leurs enfants Alain Fleury et Céline Fleury-Mathieu,,

## Applications commerciales ou en cours d'évaluation

### Transducteurs pour le contrôle non destructif dans l'industrie
- échographies de matériaux ou des pièces de structure pour l'industrie des transports (aérien, ferroviaire, automobile)[1] :
- défauts de turbines, pièces de réacteurs[7]
- défauts de collage, de soudure, d’inclusion ou de porosité dans des pièces d’éoliennes, d’avions, d’essieux de trains, de turbines de centrales[9]

### Transducteurs passifs pour le diagnostic médical
- cancer du sein, maladie de Crohn[1]

### Transducteurs actifs pour la thérapie
- destruction de tumeurs sans chirurgie (prostate)[1]
- traitement de l'endométriose[1]
- destruction de calculs rénaux ou biliaires[7]